# Чжан Цзянь
Чжан Цзянь (кит. трад. 張謇, упр. 张謇, пиньинь Zhāng Jiǎn, в транскрипции Уэйда-Джайлза Chang Chien; 1853—1926) — китайский реформатор и индустриальный магнат эпохи Цин, который в первой четверти XX века предложил действующую модель комплексного развития отдельного уезда Наньтун в Цзянсу.
Происходил из семейства крестьян. В 15-летнем возрасте сдал экзамены на первую конфуцианскую степень, и до 1895 года осуществлял обыкновенную в старом Китае карьеру учёного-чиновника. Служил в Академии Ханьлинь и в штабе войск Юань Шикая во время пребывания цинского экспедиционного корпуса в Корее (1882—1884). На дворцовых экзаменах 1894 года удостоился высшего отличия и степени чжуанъюань. После поражения в японо-китайской войне, подал в отставку и вернулся на малую родину. В 1899 году основал хлопкопрядильную фабрику, финансируемую как местными купцами, так и государством; производство осуществлялось на американском оборудовании. Фабрика стала «ядром» современного индустриального кластера, включающего мельницу, маслобойку, спиртовой и шёлкоткацкий заводы, работающие на сырье, производимом на месте. Прибыль вкладывалась не только в основной капитал, но и в просвещение. Чжан Цзянь основал больницу, множество учебных заведений, дом для престарелых, школу для инвалидов и один из первых в Китае музеев. В 1903 году посетил Японию, сделавшись энтузиастом железнодорожного строительства и конституционных реформ. В 1908 году был делегатом временного конституционного собрания в Нанкине, в родном уезде основал совещательное собрание и органы самоуправления.
После Синьхайской революции Чжан Цзянь поддерживал правительство Юань Шикая, временно занимая посты министра промышленности и сельского хозяйства. В 1915 году подал в отставку после попытки реставрации монархии. В 1921 году комплекс предприятий Чжан Цзяня обанкротился, как в результате катастрофического наводнения, так и неверной экономической политики. Чжан всю жизнь последовательно придерживался конфуцианской ортодоксии, и, в отличие от своих современников — реформаторов и революционеров, — полагал, что реформирование Китая должно осуществляться «снизу». Во время «культурной революции» могила Чжан Цзяня была разорена. После начала политики реформ и открытости, опыт комплексной модернизации Наньтуна привлекает всё больше внимания в Китае и за его пределами. В честь 140- и 160-летия Чжан Цзяня были проведены научные симпозиумы.

## Учёный-конфуцианец (1853—1899)

### Детство и юность

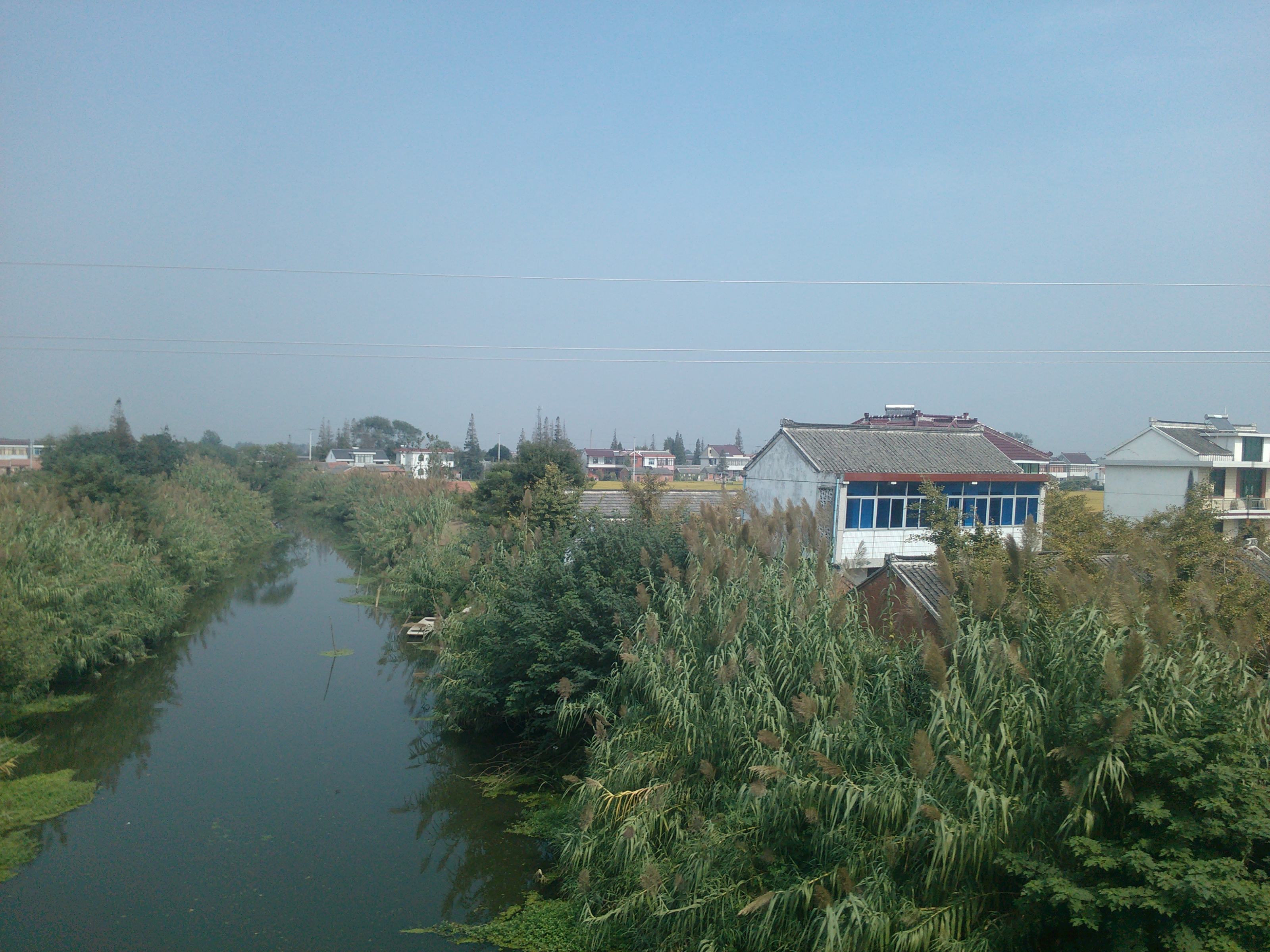
Сельский пейзаж в уезде Наньтун. Фото 2012 года

Будущий реформатор появился на свет в 25-й день пятой луны третьего года Сяньфэн (1 июля 1853 года) в деревне Чанлэ уезда Хаймэнь. Его отец Чжан Пэннянь происходил из крестьянского семейства, которое обосновалось в Наньтуне ещё со времён династии Юань. Ко времени жизни прадеда род стал состоятельным, во всяком случае, располагая недвижимостью. Отец — Чжан Пэннянь, — будучи первенцем, занялся торговлей фарфором и сахаром. Он был женат дважды, Цзянь был младшим сыном второй жены, урождённой Цзинь. В семье была тёплая атмосфера, и Чжан пользовался в дальнейшем поддержкой всех членов семьи и был близок со своими пятью старшими братьями. Чжан Пэннянь получил в юности образование, но не пытался сдавать уездных экзаменов; в собственности у него было 20 му земли, пять домов и лавка; землю обрабатывали арендаторы. Чжан Цзянь проявил выдающиеся способности в очень раннем возрасте, поэтому отец с трёхлетнего (четырёхлетнего — по китайскому счёту) возраста занялся его образованием. Вскоре из Наньтуна приехал дядя, чтобы наставлять племянника, и дал ему «молочное имя» Чантай, которое использовалось до 10-летия. Дядя, установив, что Чантай уже выучил «Троесловие» и «Тысячесловие», начал заучивать с ним наизусть «Да сюэ» и «Мэн-цзы», заставляя его осваивать по шесть строк текста в день. После окончания сельской школы юного Чжана решили отдать учителю Сун Хуанчжаю, отец которого Сун Пэншань славился учёностью. Он довёл норму изучаемого текста до 100 строк в день. Чжан Пэннянь наставлял своих сыновей на практике, заставлял их участвовать в обработке и сборе урожая с хлопковых полей, работать в лавке и наблюдать за строителями.
К 1868 году Чжан Цзянь закончил изучение «Тринадцатиканония» и стал упражняться в стихосложении и каллиграфии. Поскольку у его родителей и старших родственников не было учёной степени, для допуска к экзамену требовалось внести значительный залог (150 лянов серебра) и представить поручительство от собственного клана или от местного учёного. Учитель Сун предложил пойти на подлог, на уездных экзаменах 1868 года Чжан Цзянь, пошедший под вымышленным именем, удостоился низшей степени с первой попытки. Однако семейство, от имени которого он выступал, стало шантажировать Чжанов, и эта история тянулась около пяти лет, причём однажды Цзяню пришлось бежать из родного дома дождливой ночью, чтобы избежать ареста. В конце концов на сторону Чжан Цзяня встали местные авторитеты, в том числе судейский чиновник Сунь Юньцзинь и глава экзаменационной комиссии Цзянсу по имени Пэн Цзююй. В 1870 году Чжан Цзянь успешно сдал экзамен на вторую конфуцианскую степень цзюйжэня, заняв в списке шестнадцатое место. Однако история с вымогательством обошлась семейству почти в 1000 лянов серебра и поставила его на грань разорения.

### Покровители
Единственной возможностью облегчить положение семьи для Чжан Цзяня было продолжение образования. В те времена молодой учёный мог обратить на себя внимание влиятельного покровителя и стать у него «гостем»-приживалом. После провала на провинциальных экзаменах 1873 года, в феврале 1874 года Чжан переехал в Нанкин и поступил в свиту Сунь Юньцзиня. Цзянь служил секретарём экзаменационной комиссии, а также исполнял должность домашнего учителя двух сыновей своего патрона, в результате он мог посылать своему отцу по 50 серебряных долларов в месяц, что было значительной суммой. Зарабатываемые деньги позволили получать образование сразу в двух частных академиях: Чжуншаньской у наставника Ли Сяоху и Сиюньской у господина Сюэ Вэйнуна. Несмотря на напряжённый график, Чжан сумел занять в обеих академиях первое место на квалификационных экзаменах. Благодаря патрону, Цзянь был представлен главе Академии Фэнци — выдающемуся каллиграфу Чжан Юйчжао, который обратил его внимание на историков. Молодой учёный занялся историографией, изучая труды Сыма Цяня и Бань Гу. Чжан Юйчжао принадлежал консервативной Тунчэнской школе, и был известен комментариями к древнейшим конфуцианским канонам. Работая с Сунь Юнцзинем в инспекционных поездках, Чжан Цзянь заинтересовался ирригацией, и получил возможность читать доклады чиновников о регулировании стока Хуайхэ. В октябре 1874 года Чжан Цзянь вернулся на малую родину, и по воле отца женился на 18-летней девице Сюй из Хаймэня. Она происходила из богатой семьи; собственно, их обручили ещё в 1870 году, но из-за финансовых неурядиц брак был отложен. В конце жизни Чжан писал в автобиографии, что с молодой женой у него были гармоничные отношения. Однако уже через месяц он должен был вернуться в Нанкин, где занял должность секретаря экзаменационной комиссии и продолжил занятия в Академии Сиюнь. Это не уберегло его от провала на экзаменах в 1875 и 1876 годах.
В 1876 году Чжан Цзянь был представлен крупному сановнику и военачальнику Хуайской армии У Чанцину, который входил в придворную группировку Ли Хунчжана. Помимо талантов воина и администратора, он был одним из самых известных покровителей конфуцианцев эпохи Цин. В результате Чжан занял должность секретаря У Чанцина с жалованьем в 20 золотых в месяц, с правом продолжать подготовку к экзаменам; генерал способствовал его карьере. В свите У было немало других амбициозных молодых талантов, например, Сюэ Фучэн — будущий посол Китая в Великобритании. Чжан жил и столовался у своего патрона (ему предоставили квартиру из пяти комнат), и был очень высоко оценён на праздновании 50-летия У Чанцина. В 1877 году Цзянь занял первое место на квалификационных экзаменах, а в 1879 году получил наивысшие оценки на экзаменах во всех трёх академиях, в которых обучался.

### Корея

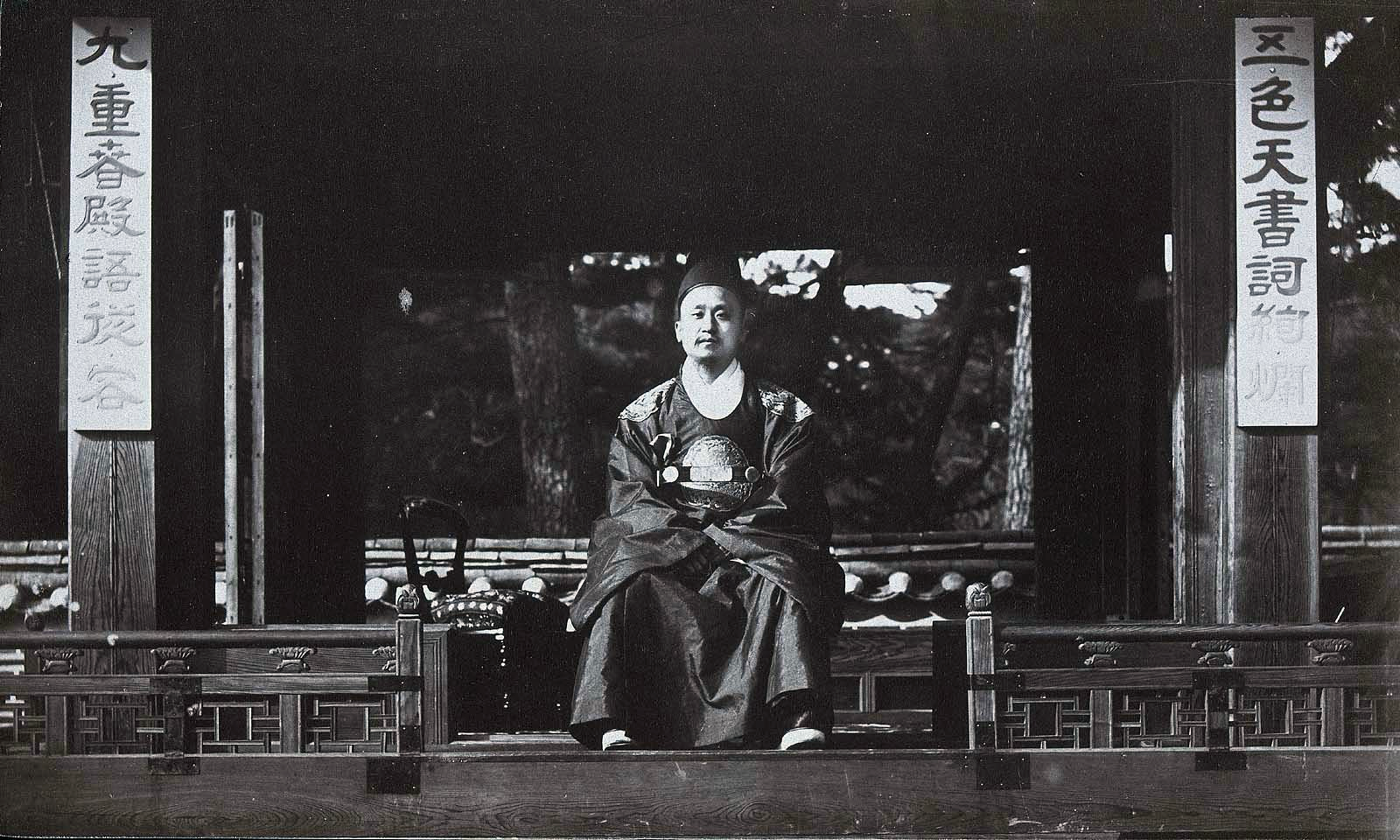
Король Кореи Кочжон. Фото Персиваля Лоуэлла, 1884

Зимой 1880 года генерал У Чанцин был переведён инспектором береговой обороны Шаньдуна; в его свите состоял и Чжан Цзянь, что почти на пять лет прервало его учёные занятия. В мае 1880 года вместе с патроном Чжан впервые посетил Пекин, осмотрев его достопримечательности. На обратном пути он даже выступал на совещании у губернатора в Цзинани, впрочем, к его мнению никто не прислушался. Почти год Чжан прожил в гарнизоне Дэнчжоу, где, при невозможности готовиться к экзаменам, углублённо изучал даосские тексты. После попытки переворота в Корее летом 1882 года, Цинский Китай, как сюзерен этой страны, направил в Сеул военную миссию с большим отрядом: отец правящего короля Кочжона — Тэвонгун — натравил националистически настроенных солдат на японское посольство, что могло спровоцировать военное вторжение. К У Чанцину прибыл для переговоров по делам миссии адмирал Дин Жучан, судя по дневнику Чжана, это произошло 24 июня 1882 года. Обоих раздражало японское вмешательство во внутренние дела Кореи. На рассвете 17 августа свита У Чанцина покинула Яньтай. До этого Чжан Цзянь всего за 12 дней подготовил все необходимые документы для армии вторжения, работая едва ли не круглосуточно. Десантом командовал Юань Шикай, высадившийся в устье Хангана 25 августа на четырёх военных судах. В сентябре порядок в стране был восстановлен. Супруга короля Кочжона — Мин — при цинской помощи свергла Ли Хаына, своего свёкра. В Сеуле цинский гарнизон был размещён в районе Нантан. После подавления мятежа Чжан Цзянь, общаясь с пленными, убедился, что многие из них сражались из чувства долга к Ли Хаыну и преданности своей семье. Поэтому он убедил У Чанцина, а затем и короля Кочжона, что следует индивидуально расследовать каждое дело и карать только зачинщиков мятежа, а не его рядовых участников. Король пожаловал Чжан Цзяню церемониальное одеяние; генерал У отправил родственникам своего адъютанта 1000 серебряных долларов.
Чжан Цзянь занимался идеологическим обоснованием цинского присутствия в Корее. Он написал несколько эссе, самым известным из которых было «Шесть стратегий восстановления Чосона» (《朝鲜善后六策》), в котором ратовал за жёсткую политику в отношении Японии и традиционный сюзеренитет в отношении Кореи и Рюкю. Статьи Чжан Цзяня вызвали сочувствие Цзо Цзунтана, Чжан Чжидуна и Пань Цзуиня, но Ли Хунчжан заявил, что предлагаемые им меры невозможны. У Чанцин покровительствовал также молодому полководцу Юань Шикаю, который стал командующим Сеульским гарнизоном. Юань и Чжан Цзянь произвели друг на друга сильное впечатление, а их дружеская связь продолжалась до самой кончины Шикая. После смерти У Чанцина в 1884 году, Чжан Цзянь покинул военную службу и вернулся на родину.

### На европейских языках
- Chu Samuel C. Reformer in Modern China: Chang Chien, 1853—1926. — N. Y., L. : Columbia University Press, 1965. — 256 p.
- Claypool L. Zhang Jian and China's First Museum // The Journal of Asian Studies. — 2005. — Vol. 64, no. 5. — P. 567—604. — JSTOR 25075826.
- Qin Shao. Exhibiting the Modern: The Creation of the First Chinese Museum, 1905-1930 // The China Quarterly. — 2004. — № 179. — P. 684—702. — JSTOR 20192376.
- Wu Tinghai. The regional concept of Zhang Jian // Ekistics. — 2006. — Vol. 73, no. 436/441. — P. 207—213. — JSTOR 43623738.
- Мартынов Д. Е., Мартынова Ю. А. Чжан Цзянь (1853—1926) — китайский реформатор // Россия – Китай: история и культура: сборник статей и докладов участников XIII Международной научно-практической конференции. — Казань : ФЭН АН РТ, 2020. — С. 97—102. — 198 с. — ISBN 978-5-9690-0704-8.

### На китайском языке
- Jiāng Lùlù. Tiāndì zhī dà dé yuē shēng: Zhāng Jiǎn yǔ Zhāng shìjiā fēng : [Великое дэ Неба и Земли именуют жизнью: Чжан Цзянь и обыкновения семейства Чжан] :  [кит.] / [Цзян Лулу]. — Zhèngzhōu : Dàxiàng chūbǎnshè, 2018年. — 231 p. — Ориг.: 江露露《天地之大德曰生：张謇与张氏家风》郑州大象出版社，2018，231页. — ISBN 978-7-5347-9822-1.
- Pān Yǒngjiāng. Zhāng Jiǎn de jiāowǎng shìjiè : [Международные связи Чжан Цзяня] :  [кит.] / [Пань Юнцзян]. — Běijīng : Běijīng lǐgōng dàxué chūbǎnshè, 2011年. — 523 p. — Ориг.: 潘永江《张謇的交往世界》北京理工大学出版社，2011，523页. — ISBN 978-7-5034-2836-4.
- Wáng Dūnqín. Zhāng Jiǎn yǔ jìndài xīnshì jiàoyù : [Чжан Цзянь и модернизация образования] :  [кит.] / [Ван Дуньцинь]. — Běijīng : Rénmín chūbǎnshè, 2015年. — 305 p. — Ориг.: 王敦琴《张謇与近代新式教育》北京人民出版社，2015，305页. — ISBN 978-7-01-014723-9.
- Wèi Chūnhuí. Zhāng Jiǎn píngzhuàn : [Критическая биография Чжан Цзяня] :  [кит.] / [Вэй Чуньхуэй]. — Nánjīng : Nánjīng dàxué chūbǎnshè, 2011年. — 480 p. — (Zhōngguó sīxiǎngjiā píngzhuàn cóngshū). — Ориг.: 卫春回《张謇评传.上下两篇》南京大学出版社，2011，480页, 中国思想家评传丛书. — ISBN 978-7-305-06021-2.
- Zhāng Jiǎn fùxīng zhōnghuá de rènshì yǔ shíjiàn: Jìniàn Zhāng Jiǎn 160 zhōunián dànchén xuéshù yántǎo huì lùnwén jí : [Чжан Цзянь и возрождение Китая: сборник статей научного семинара в честь 160-летия Чжан Цзяня] :  [кит.] / [Ю Шивэй, Чжан Тинци] ; Yóu Shìwěi, Zhāng Tíngqī. — Sūzhōu : Sūzhōu dàxué chūbǎnshè, 2014年. — 645 p. — Ориг.: 尤世玮, 张廷栖主编《张謇复兴中华的认识与实践: 纪念张謇160周年诞辰学术研讨会论文集》苏州大学出版社，2014，645页. — ISBN 978-7-5672-1016-5.
- Zhāng Jiǎn yánjiū jīngjiǎng : [Чжан Цзянь: детальное исследование] :  [кит.] / [Ван Дуньцинь] ; Wáng Dūnqín. — Sūzhōu : Sūzhōu dàxué chūbǎnshè, 2013年. — 324 p. — Ориг.: 王敦琴主编《张謇研究精讲》苏州大学出版社，2013，324页. — ISBN 978-7-5047-5489-9.
- Zhāng Kāiyuán. Zhāng Jiǎn : [Чжан Цзянь] :  [кит.] / [Чжан Кайюань]. — Běijīng : Tuánjié chūbǎnshè, 2011年. — 211 p. — (Xīnhài zhùmíng rénwù zhuànjì cóngshū). — Ориг.: 章开沅《张謇》北京团结出版社，2011，211页, 辛亥著名人物传记丛书. — ISBN 978-7-5126-0405-6.
- Zhāng Tíngqī. Xuéxí yǔ tànsuǒ: Zhāng Jiǎn yánjiū wéngǎo : [Учиться и искать: исследование рукописей Чжан Цзяня] :  [кит.] / [Чжан Тинци]. — Sūzhōu : Sūzhōu dàxué chūbǎnshè, 2015年. — 446 p. — Ориг.: 张廷栖《学习与探索: 张謇研究文稿》苏州大学出版社，2015，446页. — ISBN 978-7-5672-1449-1.
- Zhuàngyuan shāngrén Zhāng Jiǎn : [Конфуцианский учёный-предприниматель Чжан Цзянь] :  [кит.] / [Цзян Чжэнчэн] ; Jiāng Zhēngchéng. — Běijīng : Zhōngguó cáifù chūbǎnshè, 2015年. — 231 p. — Ориг.: 姜正成主编《状元商人张謇》北京中国财富出版社，2015，231页. — ISBN 978-7-5047-5489-9.